# Фундаментальна лема
У математичній теорії автоморфних форм основна лема пов'язує орбітальні інтеграли на відновлювальній групі над локальним полем зі стабільними орбітальними інтегралами на його ендоскопічних групах . Про це здогадався Роберт Ленгландс(1983)  в процесі розробки програми Langlands . Фундаментальна лема була доведена Жераром Ломоном та Нго Боо Чау у випадку унітарних груп, а потім Ngô, (2010) для загальних редукційних груп, спираючись на низку важливих скорочень, зроблених Жаном-Лупом Вальдспургером до випадку алгебр Лі . Журнал Time помістив докази Нго у список "10 найкращих наукових відкриттів 2009 року".  У 2010 році Нго була нагороджена медаллю Fields за цей доказ.

## Мотивація та історія
Ленгландс окреслив стратегію доведення місцевих та глобальних домислів Ленгландса, використовуючи формулу сліду Артура – Сельберга, але для того, щоб такий підхід спрацював, геометричні сторони формули сліду для різних груп повинні бути пов’язані певним чином. Це співвідношення набуває форми тотожностей між орбітальними інтегралами на відновних групах G і H над неархімедовим локальним полем F, де група H, звана ендоскопічною групою G, будується на основі G та деяких додаткових даних.
Перший розглянутий випадок був {\displaystyle G={\rm {SL}}_{2}} (Labesse та Langlands, 1979)   . Ленгланд та Діана Шелстад(1987) розробили загальну основу теорії ендоскопічного переносу та сформулювали конкретні гіпотези. Однак протягом наступних двох десятиліть було досягнуто лише часткового прогресу у напрямку доведення фундаментальної леми.   Гарріс назвав це "вузьким місцем, що обмежує прогрес у безлічі арифметичних питань".  Сам Ленгландс, пишучи про витоки ендоскопії, прокоментував:

... не фундаментальна лема як така є критичною для аналітичної теорії автоморфних форм і для арифметики різновидів Шимури; це стабілізована (або стабільна) формула сліду, зведення самої формули сліду до стабільної формули сліду для групи та її ендоскопічних груп та стабілізація формули Гротендіка – Лефшеца. Жодне з них неможливо без фундаментальної леми, а її відсутність робила прогрес майже неможливим протягом більше двадцяти років

## Заява
Основна лема стверджує, що орбітальний інтеграл O для групи G дорівнює стабільному орбітальному інтегралу SO для ендоскопічної групи H, аж до коефіцієнта переносу Δ (Nadler, 2012)  :
{\displaystyle SO_{\gamma _{H}}(1_{K_{H}})=\Delta (\gamma _{H},\gamma _{G})O_{\gamma _{G}}^{\kappa }(1_{K_{G}})}
де
- F - місцеве поле
- G є нерамкованою групою, визначеною над F, іншими словами, квазірозщепленою редукційною групою, визначеною над F, яка розбивається на нерозгалужене продовження F
- H - нераміфікована ендоскопічна група G, асоційована з κ
- K G і K H - гіперспеціальні максимальні компактні підгрупи G і H, що приблизно означає, що вони є підгрупами точок з коефіцієнтами в кільці цілих чисел F.
- 1 K G і 1 K H - характерні функції K G і K H.
- Δ (γ H, γ G ) - коефіцієнт переносу, певний елементарний вираз, що залежить від γ H та γ G
- γ H та γ G є елементами G та H, що представляють стабільні класи спряженості, такі, що стабільний клас спряженості G є перенесенням стабільного класу спряженості H.
- κ - характер групи класів спряженості у стабільному класі спряженості γ G
- SO та O - це стабільні орбітальні інтеграли та орбітальні інтеграли залежно від їх параметрів.

## Підходи
Shelstad, (1982) proved the fundamental lemma for Archimedean fields.
Waldspurger, (1991) verified the fundamental lemma for general linear groups.
Kottwitz, (1992) and Blasius та Rogawski, (1992) verified some cases of the fundamental lemma for 3-dimensional unitary groups.
Hales, (1997) and Weissauer, (2009) verified the fundamental lemma for the symplectic and general symplectic groups Sp4, GSp4.
У роботі Джорджа Луштіга та Девіда Каждана вказувалося, що орбітальні інтеграли можна трактувати як підрахунок точок на певних алгебраїчних різновидах над скінченними полями. Далі, інтеграли, про які йде мова, можуть бути обчислені таким чином, що залежить лише від поля залишків F ; і питання можна звести до версії алгебри Лі орбітальних інтегралів. Потім проблема була перетворена з точки зору волокна Спрінгера алгебраїчних груп.  Коло ідей було пов’язане із здогадкою про чистоту; Ломон дав умовний доказ на основі такої гіпотези для унітарних груп. Ломон та Нго(2008)   тоді довів фундаментальну лему для унітарних груп, використовуючи розсіяння Хітчіна, введене   Нго(2006), який є абстрактним геометричним аналогом системи Хітчіна складної алгебраїчної геометрії. Waldspurger, (2006) показав для алгебр Лі, що випадок функціонального поля передбачає фундаментальну лему над усіма локальними полями, а Waldspurger, (2008) показав, що фундаментальна лема для алгебр Лі передбачає фундаментальну лему для груп.

## Зовнішні посилання
- Лекція Джерарда Ломона про фундаментальну лему для унітарних груп
- Basken, Paul (12 вересня 2010). Understanding the Langlands Fundamental Lemma. The Chronicle of Higher Education.